# Pierre de Salis-Soglio

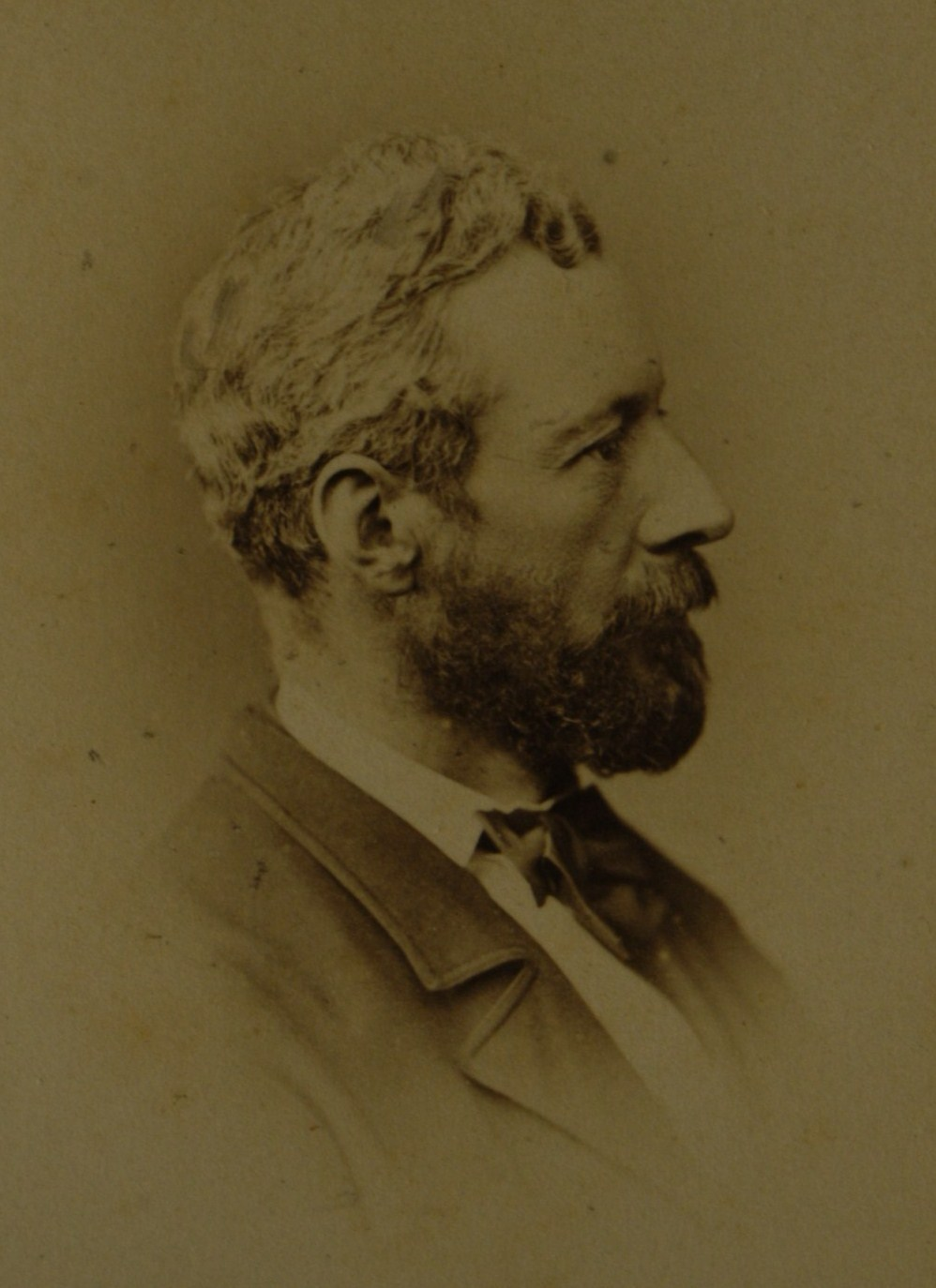
Peter Graf von Salis-Soglio, 1875

Peter Graf von Salis-Soglio, auch comte Pierre de Salis-Soglio oder Peter Fane de Salis (* 22. November 1827 in Neuenburg NE; † 27. März 1919 ebenda), war ein Schweizer Landschafts-, Genre- und Tiermaler sowie Stecher der Düsseldorfer Schule. Außerdem wirkte er als Konservator des Musée des Beaux-Arts von Neuenburg.

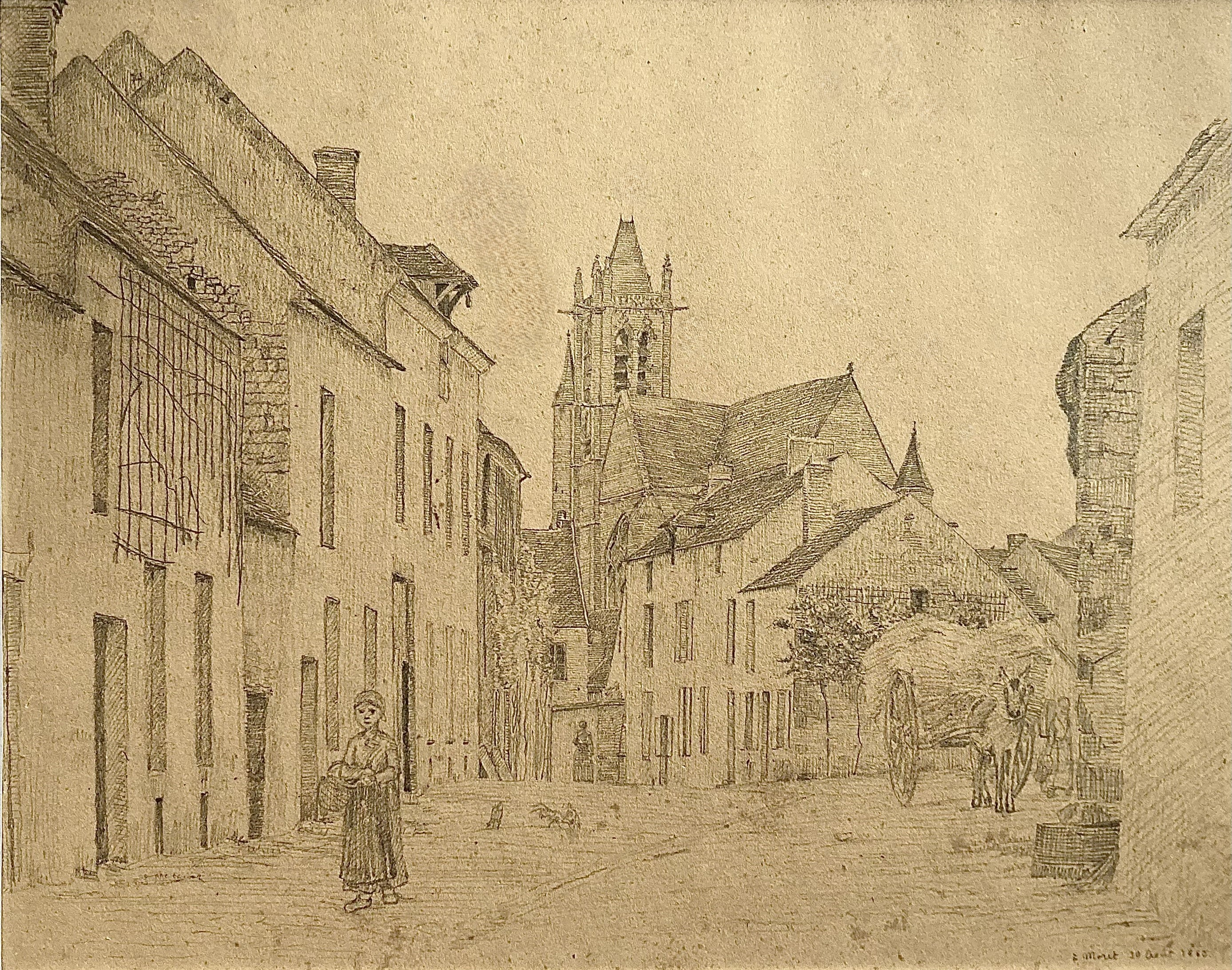
Moret-sur-Loing, Blick auf die Notre-Dame-de-la-Nativité, Pierre de Salis-Soglio, eh. bez.: « à Moret, 30 août 1860 », Rs.: Nachlassstempel, Bleistift/Papier, 27,2 × 32,8 cm

## Leben
Salis-Soglio, Spross des Schweizer Adelsgeschlechts Salis, war zweitältestes Kind des Grafen Peter von Salis-Soglio (1799–1870), eines Offiziers mit wechselnden Dienstherren, aus dessen zweiter Ehe mit Cecile Henrietta Marguerite Bourgeois (1802–1892). Seine Schulbildung erhielt er ab dem zehnten Lebensjahr in England. 1847 nahm er Malunterricht bei dem Amateurmaler Henry Syer Trimmer (1806–1878), der von dem Landschaftsmaler William Turner, einem Freund von dessen Vater Henry Scott Trimmer (1778–1859), zur Malerei ermutigt worden war. In den Jahren 1848 bis 1850 diente er als Offizier in österreichischen Diensten. In den Jahren 1852/1853 ließ er sich von dem Maler Friedrich Happel in Düsseldorf zu einem Landschafts-, Genre- und Tiermaler ausbilden. Dort war er auch Mitglied des Künstlervereins Malkasten. 1868 heiratete er Adele L’Huillier (1832–1873), 1874 Agnes Louisa La Trobe (1837–1916), die Tochter von Charles La Trobe, die drei Töchter und zwei Söhne gebar. Die Tochter Elisabeth (1880–1967) heiratete 1901 den Schweizer Indologen Godefroy de Blonay. Von 1885 bis 1912 fungierte Salis-Soglio als Konservator des Musée des Beaux-Arts zu Neuenburg (Neuchâtel).